# Hilla Rebay
Pour l’article homonyme, voir Ferdinand Rebay.
Hilla von Rebay (née le 31 mai 1890 à Strasbourg, morte le 27 septembre 1967 à Greens Farms, Connecticut) est une peintre allemande spécialiste de l'art abstrait. Elle a été la directrice artistique de la Fondation Guggenheim.
Hilla de Rebay étudie la peinture à Paris (Académie Julian) et à Munich, de 1907 à 1913.
Grâce à Jean Arp qu'elle rencontre en 1916 à Zurich, elle entre en contact avec Herwarth Walden, propriétaire de la galerie Der Sturm à Berlin, et son cercle d'artistes, dont Kandinsky.
Elle fait bientôt partie du Groupe de novembre et en 1923, elle fonde Le Cratère, avec Otto Nebel et Rudolf Bauer.
Après un séjour en Italie, elle émigre à New York en 1927 et en 1928, elle rencontre Solomon R. Guggenheim, qui lui confie en 1937 la direction artistique de sa collection ; en 1939, elle dirige le premier musée de peinture non figurative, à Manhattan.
Pendant la Seconde Guerre mondiale, elle soutient de nombreux artistes restés en Europe.
En 1943, elle fait appel à l'architecte Frank Lloyd Wright pour la conception du musée Guggenheim de New York, qui ouvre ses portes en 1959, sans elle. Peu appréciée par la famille de Guggenheim, elle est amenée à démissionner de ses fonctions en 1951 deux ans après la mort de Guggenheim en 1949. Elle se retire de la vie publique et passe ses dernières années à Westport dans le Connecticut.